# Savka Dabčević-Kučar
Savka Dabčević-Kučar (Korčula, 6. prosinca 1923. – Zagreb, 6. kolovoza 2009.), hrvatska političarka i ekonomistica.
Ostala je zapamćenom kao predvodnica nacionalno-reformske struje tijekom Hrvatskog proljeća, koje je omogućila s funkcije predsjednice Centralnog komiteta Saveza komunista Hrvatske: kraj Hrvatskog proljeća je naznačen njenom smjenom s te dužnosti 1971. godine i masovnim antihrvatskim[nedostaje izvor] progonom hrvatskih proljećara koji je uslijedio nakon te smjene.

## Životopis
Obitelj
Otac: Antun Dabčević, pravnik, Hrvat iz Dobrote (Boka kotorska), potomak stare bokeljske pomorske obitelji brodovlasnika i kapetana (Dabčevići, Ivanovići, Lukovići). Zbog sudjelovanja u spaljivanju mađarske zastave u Zagrebu 1895., kao tadašnji brucoš filozofije suđen i kažnjen zabranom studiranja na Sveučilištu u Zagrebu. Završio pravni fakultet u Beču. Službovao kao pravnik, gradski poglavar (Benkovac, Zadar, Korčula), a kasnije banski savjetnik (Dubrovnik, Split). Zbog neslaganja s vlastima prijevremeno umirovljen 1934.
Majka: Marija Miljenka Novak (po majci Denegri), Hrvatica. Završila građansku školu i kratko vrijeme bila zaposlena kao službenica.
Savka Dabčević Kučar je od 1951. udana za diplomiranog inženjera rudarstva Antu Kučara, Hrvata, rođenog u Bolu (otok Brač), podrijetlom po majci iz trogirske obitelji brodograditelja (Kalebota), po ocu (Ćular-Kučar) iz Unešića u Zagori. A. Kučar je bio dugogodišnji direktor Geotehnike.
Majka je dviju kćeri. Jedna završila i doktorirala kemiju, druga završila i doktorirala fiziku.
Savka Dabčević-Kučar je završila Žensku realnu gimnaziju u Splitu 1941. godine i bila najmlađa maturantica. Već kao gimnazijalka iskazuje mnogustrukost interesa i nadarenosti (književnost, filozofija, psihologija, umjetnost, povijest). Spominjana je kao najbolja učenica u nekoliko splitskih naraštaja. U razdoblju 1941. – 1945. nije nastavljala školovanje. Brata joj uhićuju talijanske okupacijske vlasti, a obitelj je u vrlo lošim materijalnim prilikama; mlada Savka pomaže uzdržavanje obitelji davanjem instrukcija đacima.
U rujnu 1943. otišla je u partizane nakon što su joj fašisti pretukli brata, poslana je u El Shatt, odakle se vraća 1945.
Nakon rata upisuje tadašnju Ekonomsku višu školu (kasniji Fakultet ekonomskih znanosti), studijske godine 1945./1946
1946. godine odlazi na studij u SSSR, na Finansovo-ekonomičeski fakultet u Lenjingradu. Tamo završava dvije godine studija. Zbog rezolucije Informbiroa prekida studij i vraća se u Zagreb lipnja 1948. Nastavlja studij na Fakultetu ekonomskih znanosti u Zagrebu. Tijekom studijske godine 48/1949. završava dvije nastavne godine. Diplomira u prosincu 1949.
Siječnja 1950. birana za asistenticu na Fakultetu ekonomskih znanosti za predmet politička ekonomija.  Kao jedna od prvih doktorice ekonomije u Hrvatskoj, doktorira temom «J.M.Keynes-teoretičar državnog kapitalizma» (mentor prof. dr. Mijo Mirković).  Izbor i obrada nemarksističkog ekonomskog teoretičara u doktorskoj disertaciji u to doba svakako je iznimna pojava.
Savka Dabčević Kučar je birana za docenta na istom fakultetu 1954., za izvanrednog (1957. i konačno za redovnog profesora (1960.)
Kao profesor dobila 1960./1961 Fordovu stipendiju za jednogodišnji boravak u inozemstvu – 10 mjeseci u SAD-u i 2 mjeseca u Francuskoj. Na tom studijskom boravku proučavala je moderne metode praćenja i prognoziranja regionalnog razvoja.
Bila je članicom delegacije SFRJ u Ujedinjenim narodima.
Bila je organizator, dvije godine voditelj i profesor na poslijediplomskom studiju «Ekonomika komune».
1967. godine izabrana je na mjesto predsjednice Izvršnog vijeća Sabora (današnjim rječnikom: Vlade) Socijalističke Republike Hrvatske. 1969. godine prelazi na još važnije mjesto - ono predsjednice Centralnog komiteta Saveza komunista Hrvatske.
I pored svog kasnijeg velikog političkog angažmana, nikad nije prekidala predavanja i rad na fakultetu do 1971. Nakon osude u Karađorđevu, prosinca 1971. zbog njena političkog djelovanja, a u sklopu potpunog eliminiranja iz javnog života, prema nalogu Partije - koju je donedavno bila vodila kao Predsjednica centralnog komiteta Saveza komunista Hrvatske (1969. – 1971.) prisiljena je napustiti fakultet i stručni i znanstveni rad.
Na Ekonomskom fakultetu u Zagrebu nije ostao sačuvan nikakav pisani trag da je ikada tamo boravila, radila, predavala, tiskala radove, vodila doktorske radnje i sl. Rujna 1972. odlukom Centralnog komiteta zaposlena u Sekretarijatu za financije SRH. 1975. odlazi u prijevremenu mirovinu, čim je ostvarila zakonske uvjete.
Od 1990. god. ponovo sudjeluje u političkom životu, te je izabrana za prvu predsjednicu Hrvatske narodne stranke; tu dužnost obnaša do 1994. godine, a potom do smrti sudjeluje u vođenju stranke.
Savka Dabčević-Kučar preminula je 6. kolovoza 2009. u Zagrebu.

## Znanstveni i stručni radovi u izboru:
«Sistem nagradjivanja i realne nadnice grafičkih radnika u Zagrebu 1935. – 1939 i 1952. – 1956», magistarski rad, tiskano kao separat i u Zborniku radova, Ekonomski fakultet, knjiga IV. 1958.; 

«Maynard Keynes - teoretičar državnog kapitalizma», knjiga, izdanje 1955.; 

«Kretanje najamnine u suvremenim kapitalističkim zemljama», knjiga, izdanje Ekonomska biblioteka, 1961.; 

«Osnovne zakonitosti u proizvodnji, raspodjelik, razmjeni i potrošnji», izd. Radničko sveučilište Moša Pijade, 1960.; 

«Mali ekonomski rječnik»,
Sudjelovala je u izradi: 

«Decentral and socialist planning: Yugoslavia», 
u knjizi «Planning Econimic Development», ed. Everett E. Hagen, Homewood, Richard D. Irving inc. 1963.; 

«Bijela knjiga», zajednički rad na prvoj privednoj reformi; autori R. Lang, D. Gorupić, M. Mesarić, V. Stipetić, I. Perišin, J. Sirotković i S. Dabčević Kučar, Dabčević, Gorupić i dr. 

«O nekim pitanjima privrednog sistema»; 
«Politička ekonomija»; Prosvetno delo, Skopje 1959.; 

«Politička ekonomija kapitalizma», grupa autora, Informator, Zagreb 1967. (poglavlja VII, X, XI, XII); 

«Politička ekonomija socijalizma», grupa autora, izd. Ekonomskog fakulteta Sveučilišta u Zagrebu 1963. (autor četiri poglavlja); 

«Analiza ekonomskog položaja privrednih gupacija na bazi dohodovne cijene i cijene proizvodnje», suautor u grupnoj studiji, Beograd, veljača 1964. Posebno tiskano kao studija, Ekonomski pregled, 1963., br. 3-5; 

«Politička ekonomija socijalizma», grupa autora, Fakultet ekonomskih znanosti, Zagreb, 1970.
Dobitnica je dviju najviših republičkih nagrada za znanstveni rad «Božidar Adžija» god. 1964. i 1967.
Govori francuski, engleski, njemački, talijanski i ruski jezik.
Usporedno s nastavnim i znanstvenim radom, uključuje se i u konkretnu gospodarsku praksu. Za vrijeme predsjednikovanja Vece Holjevca sudjelovala je u radu Gradske skupštine Zagreba kao predsjednica Savjeta za društveni plan i financije. 60-tih godina bila je jedan od sudionika u razradi Privredne reforme (u izradi tzv. «bijele knjige»).

## Politička djelatnost
Kao uvjereni antifašist od 1941. pomagala NOP, ali nije pristupila organizaciji. U partizane otišla u tijeku masovnog ustanka u Dalmaciji rujna 1943. Od partijskog vodstva raspoređena kao politički radnik na oslobođenoj teritoriji Brač – Šolta. Tamo je u prosincu 1943. postala članom KPH.
Odmah u prosincu 1943. upućena je odlukom Oblasnog komiteta KPH za Dalmaciju upućena kao jedan od rukovoditelja zbjega u El Shatt, Egipat. Obavljala dužnost člana Odbora JNOF-a (Jedinstvene narodno oslobodilačke fronte) za zbjeg i člana rukovodstva USAOH-a i SKOJ-a, kasnije i KPH-a. U domovinu se vratila nakon svršetka rata s posljednjim grupama iz El Shatta.
Od 1945. obnašala razne političke funkcije i bila član mnogih političkih i partijskih vodstava, ali ne profesionalno. Tako je bila birani zastupnik Gradske skupštine Zagreba. Dva puta (oba puta s protukandidatom) birana je za poslanika Savezne skupštine SFRJ, gdje je već tada otvoreno zastupala gospodarske interese SR Hrvatske.
Bila je član Interparlamentarne unije SFRJ i sudjeloala na međunarodnim zasjedanjima IPU, na kojima je istupala s referatima. Kao član jugoslavenske delegacije u UN, rujna do prosinca 1966. i predstavnik SFRJ u Socijalno-ekonomskom vijeću UN-a u diskusiji o desetljeću socijalnog i ekonomskog razvoja u svijetu istupila s referatom.
U SK obavljala mnoge dužnosti: tako je bila članica Sveučilišnog komiteta, član CK SKH i CK SKJ, 1964. – 1965 bila sekretar za ideologijska, pa 1966. – 1967 za ekonomska pitanja CK SKH.
1967. postaje predsjednica Izvšnog vijeća Sabora Socijalističke Republike Hrvatske i time prva žena predsjednica Vlade (ne samo u Hrvatskoj i bivšoj Jugoslaviji, nego i na širim srednjoeuropskim prostorima).
Dvije godine nakon toga Savka Dabčević-Kučar dobiva najvišu moguću političku funkciju (u tom vremenu), tj. postaje predsjednicom Centralnog komiteta SKH (u komunističkim zemljama, tijela vladajuće partije su uglednija i važnija od državnih tijela). Tu dužnost obavlja od 1969. do nasilne smjene 1971. Prva je žena predsjednica SK jedne republike.
Član je Predsjedništva CK SKJ.
U zastupničkom radu i kao predsjednica hrvatske vlade zastupa hrvatske političke i gospodarske interese; zalaže se za ravnopravniju poziciju i elemente državnosti Hrvatske u SFRJ i za drugačiju gospodarsku politiku – bližu tržišnim uvjetima, s manje državno-administrativnog i birokratskog uplitanja u ekonomiku. Žestoki je protivnik centralizacije. U tadašnjim okvirima bori se za demokratizaciju društva. U SKH djeluje protiv dogmatizma i staljinizma. Oštar je protivnik jugounitarizma i velikosrtpstva, te aktivna protiv velikosrpske dominaicje u svim sferama života.
Vodeća je ličnost tzv. hrvatskoga proljeća.
Politički osuđena u Krađorđevu 1. XII. 1971. od tadašnjeg jugoslavenskog komunističkog vodstva. Ne želeći se odreći svojih političkih stajališta i ciljeva, podnosi ostavku na mjesto predsjednika i člana CK SKH 12. prosinca 1971. Isključena iz SKH 12. travnja 1972. Odlukom Partije isključena iz sveg političkog, javnog, pa i stručnog i znanstvenog rada. U godinama nakon 1971. je u socijalno neugodnoj situaciji, te samim svojim življenjem u Zagrebu predstavlja svojevrsnu oporbu vladajućem sustavu - stvarna oporba u ta vremena nije bila moguća, jer iskazivanje opozicijskih stajališta u medijima nije bilo moguće, te se zbog javnog kritiziranja komunističkog sustava lako moglo završiti u zatvoru. Okuplja oko sebe "proljećare", "disidente", "antirežimske ljude".
U vrijeme sloma komunizma u Europi, u političkom i javnom životu, javlja se serijom članaka u Slobodnoj Dalmaciji siječnja 1990. Pledira za organiziranje svih onih hrvatskih i demokratskih (antikomunističkih i antijugoslavenkih) snaga, koje su još neorganizirane, a sve se više javljaju na hrvatskoj sceni.
Na poziv predstavnika HSLS-a i HKDS-a pridužuje se 1990. god. kao izvanstranačka osoba, zajedno s još nekolicinom istaknutih pojedinaca, Koaliciji narodnog sporazuma. Koalicija ujedinjava demokratske centrističke hrvatske stranke (HSS, HDS, HSLS, HKDS, SDSH) kako se protukomunistički hrvatski glasovi ne bi na prvim slobodnim izborima usitnjavanjem izgubili.
U listopadu 1990. zajedno s istomišljenicima formira demokratsku hrvatsku stranku centra – Hrvatsku narodnu stranku (HNS). Prva je predsjednica HNS-a, birana tajnim glasovanjem siječnja 1991. Još dva puta birana za predsjednicu stranke, dugi put uz protukandidata. Svojom odlukom povlači se s te funkcije u studenom 1994. Birana u vodeća stranačka tijela i za počasnu predsjednicu HNS-a, što je bila do dana smrti.
Savka Dabčević-Kučar se kandidiralana izborima predsjednika Republike Hrvatske, 2. kolovoza 1992. i kao predsjednički kandidat dobiva 6 posto glasova.
U svom političkom djelovanju dosljedno zastupa suverenost i neovisnost Republike Hrvatske i jačanje demokracije, gospodarstvo tržišnog tipa sa socijalnim elementima i integraciju Hrvatske u europske institucije.
Za vrijeme srpske agresije na Hrvatsku, kao oporbeni stranački prvak djelatno sudjeluje u akcijama koje jačaju međunarodni položaj Republike Hrvatske i njenu obrambenu snagu. Tijekom rata bila među ne velikim brojem političara koju su obilazili prve bojne linije u Slavoniji, Petrinji, Pokupskom, zaleđu Dalmacije itd.
Kao član HNS-a ulazi u Hrvatski sabor 7. rujna 1992., mandat saborske zastupnice traje joj do 28. studenog 1995. Članica je Odbora za gospodarstvo i pokreće na Odboru i saborskim zasjedanjima mnoga pitanja bržeg i efikasnijeg gospodarskog razvoja, te za privatizaciju putem podjele dionica. Kritizira tekuću gospodarsku politiku u mnogim pitanjima, te daje mnogobrojne konkretne i kvalitetne prijedloge.
Član je odbora za vanjsku politiku Sabora u kojem je vrlo aktivna, te izvršnog odbora Interparlamentarne unije (IPU) Sabora RH. Sudjeluje kao delegat na konferencijama IPU u Canberri, Parizu, Madridu, Kopenhagenu i Bukureštu i istupa s koreferatima na Odboru IPU za ekonomska pitanja. Za zastupničkog mandata, predstavnica je Hrvatske na međunarodnim sastancima žena parlamentarki, gdje iznosi hrvatske probleme, posebice vezano uz agresiju i njene posljedice za Hrvatsku. Član je hrvatske državne delegacije na Međunarodnom kongresu žena u Pekingu, rujna 1995.
Kao član Odbora za vanjsku politiku Sabora, bila i u mnogim saborskim delegacijama u inozemstvu, na razgovorima u Vijeću Europe u Strassbourgu, dvaput kad se radilo o prijemu Hrvarske u Vijeće, te uvijek argumentirano zastupala državne interese Hrvatske.
Kao saborska zastupnica i jedna od oporbenih čelnika imala brojne međunarodne kontakte – u Velikoj Britaniji (razgovori oporbenih čelnika s članovima odbora za vanjske poslove Engleskog parlamenta, na njihov poziv; sastala se s lordom Carringtonom, dala intervju za BBC, te sudjelovala u zajedničkom političkom skupu i konferenciji za tisak), Njemačkoj (1993. predstavnici vladajuće i oporbenih stranaka bili su gosti Bundestaga i imali niz kontakata i predavanja o Hrvatskoj), Francuskoj (prilikom zasjedanja IPU u Parizu 1993. hrvatska delegacija održala sastanak s francuskim kulturnim i javnim djelatnicima na temu hrvatskog položaja i perspektive) idr.
Kao istaknuta politička osoba pozivana je i na mnogobrojna međunarodna politička savjetovanja i susrete. Među ostalim sudjelovala: 
1990. u Beču – Mozartovi dani, na temu «Politička arhitektura buduće Europe», s referatom;
1990. simpozij u Harrogatu, Engleska, na temu o zbivanjima u Istočnoj Europi, istupila s referatom «The Croatian Spring 1971», koji je izazvao veliko zanimanje i diskusiju; 
prosinca 1990. na poziv Sveučilišta u Yale-u (SAD) održala predavanje na temu «1971. – 1990. Reflections on democratic movement in Croatia»; 
prosinca 1991. na poziv AAA Assotiation, održala u Miami-u (SAD) referat «The war in Croatia and the Croatian option for a democratic and free society», koji je bio vrlo zapažen.
1997. godine publicirala je knjigu «71. Hrvatski snovi i stvarnost» koja je bila pravi politički bestseler u Hrvatskoj.
Nosilac je brojnih inozemnih i domaćih odlikovanja.
U suverenoj Hrvatskoj  odlikovana je Spomenicom domovinskoga rata, Redom hrvatskoga trolista, Redom Danice hrvatske s likom Blaža Lorkovića te Veleredom kralja Dmitra Zvonimira s lentom i Danicom.